# Xestia erythraea
Xestia erythraea är en fjärilsart som beskrevs av Corti och Max Wilhelm Karl Draudt 1933. Xestia erythraea ingår i släktet Xestia och familjen nattflyn. Inga underarter finns listade i Catalogue of Life.